# Interkulturelle Theologie
Interkulturelle Theologie ist eine Disziplin der Theologie und fachlich zwischen Missionswissenschaft und Religionswissenschaft anzusiedeln. Schwerpunkt ist die kontextgebundene Hermeneutik der Beziehungen von Kultur und Religion sowie ihr Vergleich unter dem Aspekt der Ermöglichung eines interreligiösen Dialogs.
Der Begriff des Interkulturellen taucht erstmals in den 1960er Jahren im wissenschaftlichen Kontext auf und wurde bereits wenige Jahre später aus theologischer Perspektive aufgegriffen. Der Ursprung dieser Disziplin liegt in der hegemonialen Missionstheologie der europäischen Kolonialzeitalter und den Ausdifferenzierungen der christlichen Theologie während des Kontakts mit fremden Kulturen. Der Begriff wurde schließlich im Jahre 2005 durch die Deutsche Gesellschaft für Missionswissenschaft und die Fachgruppe Religionswissenschaft und Interkulturelle Theologie der Wissenschaftlichen Gesellschaft für Theologie zu einem zentralen Punkt erhoben.
Untersuchungsgegenstand der Interkulturellen Theologie sind partikulare und divergente religiöse Entwicklungen in unterschiedlichen Regionen. So entstanden etwa aufgrund des Zusammentreffens westlicher Theologie mit anderen Kulturen Differenzierungen, Nuancierungen und Neuperspektiven, deren vergleichende Beleuchtung Thema der Interkulturellen Theologie ist. Die Methodik umfasst hierbei Differenzhermeneutik, Komparatistik und Dialogik.
Interkulturelle Theologie bietet folglich die Möglichkeit, in einer globalisierten Welt das Gegenüber in seinem kulturspezifischen religiösen Selbstverständnis wahrzunehmen und zu verstehen.
Eine neuere Definition fasst wesentliche Aspekte wie folgt zusammen:  „Interkulturelle Theologie reflektiert die durch den universalen Geltungsanspruch ihrer Heilsbotschaft motivierten missionarisch-grenzüberschreitenden Interaktionen christlichen Glaubenszeugnisses, die im Zusammenspiel mit den jeweiligen kulturellen, religiösen, gesellschaftlichen und anderen Kontexten und Akteuren zur Ausbildung einer Vielzahl lokaler Christentumsvarianten führen, die sich durch das Bewusstsein ihr Zusammengehörigkeit vor die Aufgabe gestellt sehen, normative Gehalte christlicher Lehre und Praxis in der Spannung zwischen Universalität und Partikularität immer wieder neu auszuhandeln.“
Gegenstand des Faches sind daher die durch grenzüberschreitende Interaktionen induzierten Ausdrucksgestalten lokaler Christentumsvarianten (besonders, jedoch nicht ausschließlich in außereuropäischen Ländern), was etwa mediale Formen (Symbole, Riten usw.), Lehren und Weltanschauungsmuster sowie moralisch-ethische Positionierungen einschließt. Diese Ausdrucksgestalten können nur aus dem Zusammenwirken mit kulturell-religiösen und kontextuellen Bedingungen und Akteuren heraus verstanden werden, weshalb derzeit methodologisch sowohl semiotische als auch diskurstheoretische Zugänge von besonderer Bedeutung sind.
Gegenstand des Faches sind darüber hinaus die je nach kulturell-religiösen, gesellschaftlichen und anderen Kontexten, aber auch nach konfessions- und denominationsspezifischem Profil sehr unterschiedlichen Muster und Schwerpunkte grenzüberschreitender Interaktionen. Für diesen Gegenstandsbereich spielen Themen wie soziales und gesellschaftliches Handeln, interreligiöse Verständigung, Konversions- und Transformationsprozesse, ökologische Fragen oder Gender eine erhebliche Rolle.
Weiterhin sind neben den Ausdrucksgestalten und Interaktionsformen auch die Aushandlungsprozesse zwischen verschiedenen lokalen Christentumsvarianten untereinander (oft aber auch mit kontextuellen oder translokalen Akteuren) von Interesse. Dazu zählen Fragen von interkultureller Hermeneutik, Identitätsbehauptungen, Stereotypisierungen des/der Anderen/Fremden, Fragen der Konstruktion einer gemeinsamen Identität oder etwa Fragen von Macht und Status.
Das Fach Interkulturelle Theologie greift für die Bandbreite von Gegenstandsbereichen und Themenfeldern auf verschiedene methodologische Zugänge kultur- und religionswissenschaftlicher Art zurück. Sie kann daneben in einem davon zu unterscheidenden reflektiert theologischen Zugang jedoch auch Stellung zu normativen Fragen beziehen. Beide Zugangsweisen werden methodisch deutlich voneinander unterschieden.